# Хоря (комуна)
Хоря (рум. Horea) — комуна у повіті Алба в Румунії. До складу комуни входять такі села (дані про населення за 2002 рік):
- Баба (40 осіб)
- Бутешть (78 осіб)
- Джурджуц (96 осіб)
- Дирлешть (358 осіб)
- Зинзешть (84 особи)
- Менчешть (76 осіб)
- Метішешть (504 особи)
- Нікулешть (59 осіб)
- Петрушешть (195 осіб)
- Петряса (72 особи)
- Прелуке (92 особи)
- Тею (82 особи)
- Тріфешть (105 осіб)
- Ферічет (186 осіб)
- Хоря (344 особи) — адміністративний центр комуни

Комуна розташована на відстані 336 км на північний захід від Бухареста, 67 км на північний захід від Алба-Юлії, 58 км на південний захід від Клуж-Напоки.

## Населення
За даними перепису населення 2002 року у комуні проживала 2371 особа.
Національний склад населення комуни:
| Національність | Кількість осіб | Відсоток |
| -------------- | -------------- | -------- |
| румуни         | 2352           | 99,2%    |
| цигани         | 19             | 0,8%     |

Рідною мовою назвали:
| Мова      | Кількість осіб | Відсоток |
| --------- | -------------- | -------- |
| румунська | 2352           | 99,2%    |
| циганська | 19             | 0,8%     |

Склад населення комуни за віросповіданням:
| Релігія        | Кількість осіб | Відсоток |
| -------------- | -------------- | -------- |
| православні    | 2323           | 98,0%    |
| п'ятдесятники  | 47             | 2,0%     |
| греко-католики | 1              | < 0,1%   |